# 金城坊北街
39°55′05″N 116°21′41″E / 39.9180273°N 116.3612985°E
金城坊北街是位于中国北京市西城区中部的一条街，也是北京金融街中心区的主要道路之一。

## 简介
金城坊北街北到武定侯街，南到金城坊街，与金城坊南街连接。金城坊北街南端直抵金融街中心广场中间，是北京金融街的绝对中心。